# Style (平井堅單曲)
《style》，日本男歌手平井堅的第19張單曲。2003年7月30日發行。

## 概述
- 平井堅2003年第二張單曲。
- 平井堅式盛夏舞曲曲風，另收錄他最喜歡的歌手史提夫·汪達的經典名曲《You Are The Sunshine Of My Life》翻唱。
- 編曲邀請同為SOULHEAD專輯跨刀的日本混音界第一把交椅OCTOPUSSY包辦製作，是首高速達155bmp的舞曲。

## 收錄曲目
1. style
  - 作詞：Ken Hirai ／作曲：Yasuhiro Minami／編曲：OCTOPUSSY
2. signal
  - 作詞、作曲：Ken Hirai／編曲：FILUR
3. You Are The Sunshine Of My Life
  - Words、Music: Stevie Wonder ／Arrange: Akihisa Matzura
  - SONY掌上型錄影機「Handycam」電視廣告曲
4. style (instrumental)

## 外部連結
- Sony Music的作品介紹
  - 通常盤（页面存档备份，存于）